# Спина

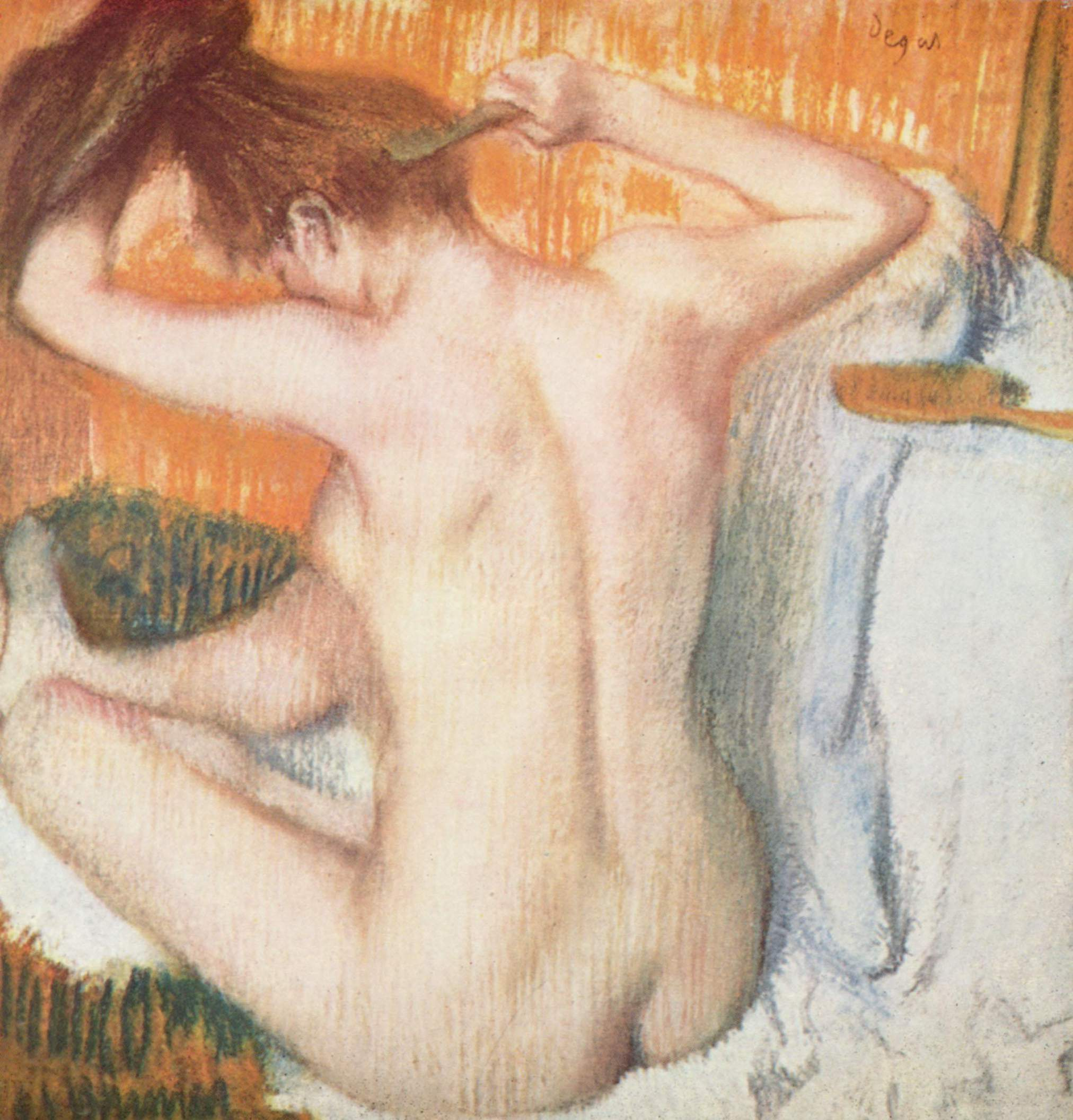
Рисунок женской спины, Эдгар Дега

Спина́ (лат. dorsum) — задняя сторона туловища, простирающаяся от нижней части шеи до поясницы.
Спина образуется позвоночником, задними фрагментами рёбер, а также располагающимися на них мягкими тканями. По центру спины сверху вниз проходит заметная борозда, в которой виден хребет и позвонки. Её ограничивают по обе стороны мышцы, проходящие вдоль позвоночника. Сильная спинная мускулатура состоит из пяти слоёв и служит поддержке, растяжению и вращению позвоночника, поднятию и опусканию рёбер, движению плеч и рук.